# So Real
So Real е дебютният албум на поп певицата Менди Мор. Той излиза през 1999 г., когато Мор е само 15-годишна. Албумът става платинен в САЩ.
По-късно Мор казва, че албумът „не струва“ и ако би могла „би върнала обратно парите на всеки, който е купил първите ѝ два албума“. По време на интервю по радиото през април 2006 г., с което Мор рекламира филма си „Американски мечти“ (American Dreams), неин фен (който е видял предния коментар на певицата) я пита дали ще му възстанови парите от първия ѝ албум и тя изпълнява обещанието си, като кара мениджъра си да прати писмо заедно със сумата от 8$. Въпреки това албумът е продаден в повече от 2 милиона копия по света според DVD-то „Незабравимата“ (A Walk to Remember). В САЩ са продадени 950 000 копия.

## Списък на песните
- So Real (Тони Батаглиа) – 3:51
- Candy (Дейвид Рейс, Марк Стивънс) – 3:56
- What You Want (Тони Батаглиа, Шон Фишър, Скип Масланд)- 3:42
- Walk Me Home (Т. Моран) – 4:23
- Lock Me in Your Heart (Батаглиа, Фишър) – 3:31
- Telephone (Interlude) (Менди Мор) – 0:15
- Quit Breaking My Heart (Фишър, Батаглиа)- 3:53
- Let Me Be the One (Иън Фостър) – 3:49
- Not Too Young (Батаглия, О. Морант) – 3:52
- Love Shot (Ивън Роджърс, Карл Sturken)- 4:24
- I Like It (Батаглиа, Моран) – 4:26
- Love You for Always (Батаглиа, Фишър) – 3:22
- Quit Breaking My Heart (Reprise) (Фишър, Батаглиа) – 3:31

## Сингли
- Candy – 17 август 1999
- Walk Me Home – декември 1999
- So Real – 13 юни 2000

## В музикалните класации
| Музикална класация (1999) | Най-добра позиция |
| ------------------------- | ----------------- |
| U.S. Billboard 200        | 31                |